# Дон Сінклер Девіс
Дон Сінклер Девіс (4 серпня 1942 — 29 червня 2008) — американський характерний актор, найвідоміший роллю Джорджа Хеммонда у телесеріалі «Зоряна брама: SG-1» (1997—2007), а раніше — майора Гарланда Бріггса у телесеріалі «Твін Пікс» (1990—1991). Також він — театральний професор, живописець і капітан Армії США.

## Раннє життя й освіта
Девіс народився та виріс в Орорі, Міссурі. Він здобув ступінь бакалавра наук у театрі та мистецтві в Університеті штату Міссурі. Казав, що «протягом в'єтнамської ери» «служив у 7-му піхотному в Кореї», а в інший момент — «офіцером відділу кадрів та адміністрації; я вів філії записів». Він був капітаном у форті Леонард Вуд на час залишення Армії США, «і працював із генералами, тому мав змогу використовувати це для Хеммонда й інших персонажів».
1970 року він здобув ступінь магістра у театрі в Університеті Південного Іллінойсу в Карбондейлі (УПІ); теза — «Дизайн і конструювання сценічних постановок для чорної комедії та двох виконавців». Після декількох років навчання він повернувся до УПІК і здобув ступінь доктора філософії у театрі; дисертація — «Еволюція сценографії у Західному театрі».
Він розпочав працювати в кіноіндустрії в 1980-х, викладаючи в Університеті Британської Колумбії. 1987 року він припинив викладати та повністю присвятився акторській діяльності.

## Кар'єра
Девіс заявляв, що отримав роль красномовного майора Бріггса, коли «Я жив у Ванкувері та виконував місцеві роботи. Але, через свій акцент у 80-х, я не міг грати канадців у рекламі. Тому хтось запропонував мені агента у Сіетлі. Я погодився, і спромігся отримати там рекламні й акторські роботи. В мене було добре резюме. То ж, коли був кастинг на пілот „Твін Пікса“, мій агент відправив мене на прослуховування. Я зустрів творця серіалу Девіда Лінча, і насправді не читав йому — ми лише зустрілися. … Я сподобався Девідові, й він почав писати для мене. Йому подобалася моя хімія з іншими акторами. Я був три дні в пілоті, а тоді увійшов у серіал. Це стало моїм найщасливішим проривом. На тому шоу щонайменше дюжина людей стали моїми друзями на все життя. Цей досвід змінив моє життя».
У телешоу «Макгайвер» Девіс був каскадером і дублером Дани Елкар. Його часто плутали з Елкаром, і навпаки. Девіс з'явився у двох епізодах «Макгайвера», у різних ролях. Вперше — водій цементовоза в епізоді «Blow Out», а вдруге — браконьєр Ваятт Портер у «The Endangered». Він також грав батька Дейни Скаллі у серіалі «Цілком таємно». Канадські слухачі також можуть знати Девіса завдяки його появі в одній зі славетних «Хвилин спадщини», в якій він грав зарозумілого американського золотошукача, котрий наставив зброю на Монті Сема Стіла. Він також грав роль менеджера Расіна Беллеса у фільмі «Їхня власна ліга». Він також мав гостьову зіркову роль містера Мак-Каллума у пілотному епізоді комедійно-драматичного телесеріалу «Ясновидець».
Він був членом основного акторського складу «Зоряної брами: SG-1» протягом перших семи сезонів цього телесеріалу, зображуючи генерала Хеммонда, командира Командування зоряної брами (КЗБ). Він з'явився в повторюваній ролі у 8—10 сезонах, скоротивши своє зобов'язання через проблеми зі здоров'ям. Він також грав персонажа в одному епізоді спін-оф-серіалу «Зоряної брами» — «Зоряна брама: Атлантида».

## Пізнє життя та смерть
Девіс, мешкаючи в Гібсонсі, Канада, помер 29 червня 2008, за два місяці до свого 66-річчя. Девіс мав серцевий розлад і діабет — у нього стався смертельний серцевий напад. Його кремували, а попіл розвіяли у Тихий Океан[джерело?].
Сценаристи «Зоряної брами: Атлантида» віддали йому шану, згадавши смерть його персонажа Джорджа Хеммонда та назвавши на його честь космічний корабель у фінальному епізоді шоу, що вийшов в ефір 9 січня 2009 року. Його знову вшанували в жовтні 2009 року появою космічного корабля «Хеммонд» у пілотному епізоді «Зоряної брами: Всесвіт». За збігом обставин, у 16 епізоді 4 сезону «SG-1» — «2010» (епізод початково вийшов в ефір у січні 2001 року, а його дія відбувається в майбутньому), заявляється, що генерал Хеммонд помер від серцевого нападу перед подіями епізоду.

## Особисте життя
Девіс одружився в Рубі Флемінг 2003 року, на той час він мав сина, Метта Девіса, від попереднього шлюбу. Він отримав GMC Envoy як подарунок від продюсерів «Зоряної брами: SG-1», яким його син і досі кермує. Він також був образотворчим митцем, і витрачав більшість свого вільного часу на живопис або різьблення. Девіс зростав у живописі, скульптурі та малюванні. Він присвячував цим ремеслам усе своє життя, доповнюючи свій дохід комісійними дизайну та продажами творів мистецтва. На доріжці коментарів DVD для 17 епізоду 6 сезону «Зоряної брами: SG-1» («Викриття»), Девіс сказав, що одного разу вирізьбив дерев'яних індіанців-тютюнників, проданих у Silver Dollar City.

## Фільмографія
| Рік       |    | Українська назва                  | Оригінальна назва                               | Роль                                                     |
| --------- | -- | --------------------------------- | ----------------------------------------------- | -------------------------------------------------------- |
| 1985      | ф  | Подорож Нетті Ґанн                | The Journey of Natty Gann                       | Railroad Brakeman                                        |
| 1985—1991 | с  | Макгайвер                         | MacGyver                                        | дублер Дани Елкар                                        |
| 1987      | ф  | Мелоун                            | Malone                                          | Buddy                                                    |
| 1987      | ф  | Стеження                          | Stakeout                                        | Prison Gate Guard                                        |
| 1987      | с  | Джамп-стрит, 21                   | 21 Jump Street                                  | директор Харріс                                          |
| 1988      | с  | Джамп-стрит, 21                   | 21 Jump Street                                  | Френк                                                    |
| 1988      | ф  | Спостерігачі                      | Watchers                                        | ветеринар                                                |
| 1989      | ф  | Під зірками                       | Beyond the Stars                                | Філ Клоусон                                              |
| 1989      | ф  | Дивись, хто говорить              | Look Who's Talking                              | доктор Флейшер                                           |
| 1989      | с  | Бухгалтер                         | Booker                                          | шериф                                                    |
| 1990      | с  | Закон Лос-Анджелеса               | L.A. Law                                        | суддя Річард Бартке                                      |
| 1990      | ф  | Дисбат                            | Cadence                                         | Хейг (відсутній у титрах)                                |
| 1990      | ф  | Дивись хто говорить знову         | Look Who's Talking Too                          | доктор Флейшер                                           |
| 1990—1991 | с  | Твін Пікс                         | Twin Peaks                                      | майор Гарланд Бріггс                                     |
| 1991      | тф | Омен 4: Пробудження               | Omen IV: The Awakening                          | Джейк Медісон                                            |
| 1991      | ф  | Танець у кайданах                 | Chaindance                                      | сержант                                                  |
| 1991      | ф  | Таємне побачення                  | Mystery Date                                    | Дохені                                                   |
| 1991      | тф | Повернення гравця: Удача нічиєї   | The Gambler Returns: The Luck of the Draw       | диктор родео                                             |
| 1991      | ф  | Капітан Гак                       | Hook                                            | доктор Філдс                                             |
| 1992      | ф  | Каффс                             | Kuffs                                           | Police gun instructor                                    |
| 1992      | с  | Птах у руці                       | Columbo: A Bird in the Hand                     | Берті                                                    |
| 1992      | ф  | Твін Пікс: Вогню, іди зі мною     | Twin Peaks: Fire Walk with Me                   | майор Гарланд Бріггс (вилучені сцени)                    |
| 1992      | ф  | Їхня власна ліга                  | A League of Their Own                           | Чарлі Коллінз (тренер Расіна)                            |
| 1993      | ф  | Скелелаз                          | Cliffhanger                                     | Стюарт                                                   |
| 1993      | ф  | Нагальні речі                     | Needful Things                                  | Реверенд Віллі Роуз                                      |
| 1993      | с  | Горець                            | Highlander: The Series                          | Паланс                                                   |
| 1994      | ф  | Макс                              | Max                                             | Ерл Померанс                                             |
| 1994      | с  | Цілком таємно                     | The X-Files                                     | капітан Вільям Скаллі (2 епізоди)                        |
| 1994—1996 | с  | Медісон                           | Madison                                         | містер Вінслоу (7 епізодів)                              |
| 1995      | ф  | Притулок                          | Hideaway                                        | доктор Мартін                                            |
| 1995      | с  | Чорний лис                        | Black Fox                                       | сержант                                                  |
| 1995      | с  | За межею можливого                | The Outer Limits                                | генерал Каллахан, детектив Вілсон                        |
| 1996      | ф  | Фанат                             | The Fan                                         | Стук                                                     |
| 1996      | ф  | Аляска                            | Alaska                                          | сержант Грейзер                                          |
| 1996      | тф | Полонений корпорації «Зенда»      | Prisoner of Zenda, Inc.                         | полковник Запф                                           |
| 1996      | с  | Полтергейст: Спадщина             | Poltergeist: The Legacy                         | Гарольд Таггарт                                          |
| 1996      | с  | Холоднокровне вбивство            | In Cold Blood                                   |                                                          |
| 1996      | с  | Гадюка                            | Viper                                           | Ллойд                                                    |
| 1997      | тф | Вулкан: Гірський вогонь           | Volcano: Fire on the Mountain                   | майор Боб Харт                                           |
| 1997      | тф | Татова відпустка                  | Dad's Week Off                                  | Хенк                                                     |
| 1997      | ф  | Повітряна тюрма                   | Con Air                                         | водій Вольво                                             |
| 1997—2007 | с  | Зоряна брама: SG-1                | Stargate SG-1                                   | генерал-майор / генерал-лейтенант Джордж Хеммонд         |
| 1999      | с  | Атомний поїзд                     | Atomic Train                                    | генерал Харлан Форд                                      |
| 2000      | ф  | Підозріла річка                   | Suspicious River                                | Golf shirt man                                           |
| 2000      | ф  | Переможці шоу                     | Best in Show                                    | Mayflower Best in Show Judge Everett Bainbridge          |
| 2000      | ф  | Шостий день                       | The 6th Day                                     | кардинал Де Ла Холла                                     |
| 2002      | ф  | Смертельні маленькі секрети       | Deadly Little Secrets                           | шеф                                                      |
| 2002      | с  | Шоу Кріса Айзека                  | The Chris Isaak Show                            | Дел                                                      |
| 2002      | с  | Справедливий суд                  | Just Cause                                      | Торнтон                                                  |
| 2003      | тф | Джі Ай Джо: Шпигунські війська    | G.I. Joe: Spy Troops — The movie                | Дикий Білл (озвучування)                                 |
| 2003      | с  | Сутінкова зона                    | The Twilight Zone                               | доктор Тейт                                              |
| 2004      | ф  | Диво                              | Miracle                                         | Боб Флемінг                                              |
| 2004      | кф | Stargate SG-3000                  | Stargate: SG3000                                | комп'ютерна репрезентація Джорджа Хеммонда (озвучування) |
| 2004      | ф  | Острів дикунів                    | Savage Island                                   | Кейт Янг                                                 |
| 2004      | тф | Розплавлення                      | Meltdown                                        | NRC Карл Менсфілд                                        |
| 2004      | ф  | Джі Ай Джо: Доблесть проти отрути | G.I. Joe: Valor vs. Venom                       | Дикий Білл (озвучування)                                 |
| 2004      | с  | Зоряна брама: Атлантида           | Stargate Atlantis                               | генерал-майор Джордж Хеммонд                             |
| 2004      | с  | Андромеда                         | 2004                                            | Авінері                                                  |
| 2004      | с  | NCIS: Полювання на вбивць         | NCIS                                            | завідувач MTAC                                           |
| 2005      | с  | Західне крило                     | The West Wing                                   | преподобний Дон Батлер                                   |
| 2005      | с  | Мертва зона                       | The Dead Zone                                   | сенатор Харлан Елліс (3 епізоди)                         |
| 2006      | ф  | Натюрморт                         | The Still Life                                  | містер Фернот                                            |
| 2006      | ф  | Сід: Помста повсталого            | Seed                                            | Девіс                                                    |
| 2006      | с  | Ясновидець                        | Psych                                           | містер Мак-Каллум                                        |
| 2007      | в  | На дні                            | Beneath                                         | Джозеф Лок                                               |
| 2007      | с  | Надприродне                       | Supernatural                                    | Троттер                                                  |
| 2007      | с  | Флеш Гордон                       | Flash Gordon                                    | містер Мітчелл                                           |
| 2008      | тф | Жахи Лох-Нессу                    | Beyond Loch Ness                                | Ніл Чепмен                                               |
| 2008      | ф  | Зоряна брама: Континуум           | Stargate: Continuum                             | генерал-лейтенант Джордж Хеммонд                         |
| 2008      | тф | Гадюки                            | Vipers                                          | доктор Сільвертон                                        |
| 2008      | ф  | Фар Край                          | Far Cry                                         | генерал Родерік                                          |
| 2008      | с  | Вигоряння                         | Burn Up                                         | майор Гарланд Бріггс (архівний метраж)                   |
| 2009      | ф  | Непрохані                         | The Uninvited                                   | містер Хенсон                                            |
| 2008      | тф | Вайверн. Крилатий дракон          | Wyvern                                          | полковник Тревіс Шерман (присвячено Девісу)              |
| 2009      | ф  | Діти богів                        | Stargate SG-1: Children of the Gods — Final Cut | генерал-майор Джордж Хеммонд (присвячено Девісу)         |
| 2009      | ф  | Деревообробня                     | Woodshop                                        | директор Джеймісон                                       |
| 2014      | ф  | Твін Пікс: Вирізані сцени         | Twin Peaks: The Missing Pieces                  | майор Гарланд Бріггс                                     |
| 2017      | с  | Твін Пікс: Повернення             | Twin Peaks: The Return                          | майор Гарланд Бріггс (архівний метраж)                   |